# Synopeas robustus
Synopeas robustus är en stekelart som beskrevs av Peter Neerup Buhl 2004. Synopeas robustus ingår i släktet Synopeas och familjen gallmyggesteklar. Inga underarter finns listade i Catalogue of Life.